# Frédéric Bourdin
Pour les articles homonymes, voir Bourdin et Caméléon (homonymie).
Frédéric Bourdin né le 13 juin 1974 à Nanterre (Hauts-de-Seine), surnommé « Le caméléon », est un usurpateur d'identités français . Il est également connu pour être un très grand manipulateur. 
Trilingue, il excellait à imiter les voix d'adolescents. En quinze ans, il a successivement emprunté les identités de deux enfants disparus texan et grenoblois. Il affirme avoir utilisé plus de 500 identités fictives dans de nombreux pays du globe, comme celle d'un orphelin espagnol, d'un fugueur traumatisé et d'un réfugié bosniaque.

## Biographie

### Activités criminelles
De 1990 à 2005, Frédéric Bourdin a utilisé des centaines d'identités, fictives pour la plupart, à travers le monde, en se faisant passer pour un mineur.
En 1998, Frédéric Bourdin est condamné à six ans de prison aux États-Unis pour l'usurpation de l'identité de Nicholas Barclay, un enfant disparu le 13 juin 1994 de San Antonio (Texas). En prison, Bourdin intègre un gang de Mexicains et se fait tatouer. Sa peine purgée, il est renvoyé en France. Quelques mois après, en 2004, il est de nouveau arrêté à Grenoble (à 29 ans) pour l'usurpation de Léo Balley (qui aurait alors 14 ans), un enfant disparu à l'âge de 6 ans.
En 2005, à Pau, Bourdin se fait passer pendant un mois pour  Francisco Hernandes-Fernandez, un orphelin espagnol élève de 4e : personne ne se rend compte de son âge réel, avant qu'une surveillante ne le dénonce après l'avoir reconnu dans un reportage télévisé sur son histoire ; il est alors condamné à six mois de prison avec sursis.
Il est aussi condamné la même année à 24 mois de prison, dont quatre mois ferme à Grenoble pour avoir, en 2004, tenté d'usurper l'identité de Léo Balley, un enfant disparu dans le massif du Taillefer en 1996 lorsqu'il avait 6 ans.
Le 16 juillet 2015, Bourdin obtient, à sa demande, l'effacement de son casier judiciaire (B2) par la justice française, le parquet ne s'y était pas opposé.

### Vie privée
Frédéric Pierre Bourdin est né à la suite d'une liaison entre sa mère Ghislaine Bourdin et Kaci, un ouvrier immigré algérien qu'elle a rencontré dans une usine de margarine où ils travaillent tous les deux. Enceinte à 17 ans, elle déclare avoir découvert lors de sa grossesse que Kaci est déjà marié et père de six enfants en Algérie. Le père de Ghislaine tente, en vain, de convaincre sa fille d'avorter, avec ces mots qu'il inscrira plus tard dans ses mémoires : « elle ne veut pas avorter du raton ». Dès lors, elle décide de ne pas révéler sa grossesse à Kaci et d'élever seule Frédéric qui ne rencontrera jamais son père. Entre son travail à l'usine et les sorties en discothèque, Ghislaine s'occupe peu de son enfant qui grandit dans une tour HLM de Nanterre, cité des Marguerites. Ses grands-parents alertent les services sociaux et obtiennent la garde de Frédéric qui a alors deux ans et demi. De 6 à 12 ans, il vit avec sa grand-mère à Mouchamps, dans un village de Vendée. À 12 ans, de plus en plus rebelle, il est placé dans un foyer pour mineurs à Basse-Goulaine, près de Nantes. Il y reste jusqu'à ses 16 ans. Frédéric Bourdin raconte qu'il a été abusé, physiquement et mentalement par sa propre famille et sexuellement par un voisin de la famille en Vendée.
Sa mère a admis qu'elle lui donnait des coups de poing lorsqu'il n'était qu'un enfant. Cette dernière a aussi déclaré, lors d'un documentaire diffusé plusieurs fois à la télévision depuis 2005, qu'elle regrettait de lui avoir donné la vie et qu'elle souhaitait « vivement qu'il écope de la chaise électrique ». Frédéric met en cause des oncles et tantes, un voisin et aussi un des foyers où il passa quatre années (de douze à seize ans) sans jamais être écouté : il en garde une colère continue envers les adultes. Le grand-père maternel a avoué avoir peur de son petit-fils et ne croit pas en sa réhabilitation. Frédéric, lui, accuse son grand-père de racisme et de jalousie.
C'est donc à cause de cette enfance chaotique que Frédéric Bourdin a toujours voulu justifier ses actes en affirmant rechercher l'amour à travers l'enfance qu'il n'a jamais eue. À 16 ans, il est placé dans un foyer à Angers où les responsables veulent le placer en classe d'apprentissage. Refusant ce destin, il fugue et sillonne la France et l'Europe puis les États Unis.
L’émission Envoyé spécial, qui lui consacre un reportage en 1999, affirmera ne pas savoir ce que faisait Frédéric Bourdin lors de ses nombreux voyages et n'avoir réussi qu’à retrouver sa trace ici et là…
En 2012, à la suite de la sortie du documentaire sur sa vie (The Imposter de Bart Layton), il accorde une interview au magazine Vice où il explique ses motivations profondes.
D'après le livre de Christophe d'Antonio, une biographie autorisée de l'usurpateur (Le Caméléon, l'invraisemblable histoire de Frédéric Bourdin), les psychologues évaluent son QI à 139, soit supérieur à celui de 99,5 % de la population.
Frédéric Bourdin a renoncé à sa vie d'imposture en 2005. Il s'est marié le 8 août 2007, après 3 mois de relation et est père de cinq enfants. Il a depuis divorcé et a été accusé de violence conjugale par sa femme, ce qu'il qualifie de calomnie. Il ne peut plus voir ses enfants.
Il a déclaré jouer à Fortnite en se faisant passer pour un enfant de 12 ans.

### Adaptations audiovisuelles
- Le Caméléon, 2010, film franco-canadien de Jean-Paul Salomé.
- The Imposter, 2012, docufiction britannico-américain de Bart Layton.